# Tantilla deppei
Tantilla deppei este o specie de șerpi din genul Tantilla, familia Colubridae, descrisă de Bocourt 1883. A fost clasificată de IUCN ca specie cu risc scăzut. Conform Catalogue of Life specia Tantilla deppei nu are subspecii cunoscute.